# Karl Berger (Musiker)
Karlhanns „Karl“ Berger (* 30. März 1935 in Heidelberg; † 9. April 2023 in Albany, New York) war ein deutscher Jazz-Vibraphonist und Pianist. Karl Berger zählt mit Albert Mangelsdorff, Gunter Hampel und Peter Brötzmann zu den herausragenden Musikern und stilprägenden Leitfiguren der ersten Generation des westdeutschen Free Jazz. Mit seinem 1973 gegründeten Creative Music Studio in Woodstock förderte er die Auseinandersetzung des Jazz mit internationalen Musikkulturen und prägte dadurch die Spielweise vieler US-Jazzmusiker.

## Leben

### Ausbildung
Berger hatte von 1948 bis 1954 Musikunterricht an der Musik- und Singschule Heidelberg. Nach seinem Abitur studierte er Musikwissenschaften und Soziologie an der Freien Universität Berlin. Mit einer Dissertation über Die Funktionsbestimmung der Musik in der Sowjetideologie wurde Berger 1963 zum Dr. phil. promoviert.
Während seiner Studienzeit spielte Berger als Jazzpianist und seit 1960 auch als Vibraphonist in vielen Jazzclubs. Berger trat damals gelegentlich auch im Cave 54 auf, dem 1954 gegründeten Heidelberger Jazzclub. Cave 54 war damals ein multikultureller Treffpunkt für Jazzfreunde, vor allem wegen der „US American soldiers serving for a fixed period“, die in jenen Jahren in Heidelberg stationiert waren.

### Internationalisierung
Ein Forschungsprojekt Bergers bei Theodor W. Adorno zur gesellschaftlichen Funktion der Unterhaltungsmusik kam nicht zustande. Stattdessen ging er nach Paris, spielte im Pariser Club Le Chat qui pêche, begleitete Steve Lacy und Eric Dolphy am Piano. 1964 wurde er Bandmitglied des Quintetts von Don Cherry in Paris, in dem damals auch Gato Barbieri spielte. Berger ging 1966 mit Don Cherry nach New York und spielte dort auch mit Roswell Rudd, Marion Brown, Sam Rivers, Pharoah Sanders, Lee Konitz und anderen. Berger war auch als Vibraphonist bei Aufnahmen von Don Cherry (Eternal Rhythm, 1968), John McLaughlin, Hōzan Yamamoto, Dave Holland und an der Einspielung von Charles Mingus’ großer Komposition Epitaph unter Gunther Schuller beteiligt.
1968 gründete Berger mit Don Cherry die New York Total Music Company und 1971 mit Ornette Coleman die Creative Music Foundation. 1973 richtete er mit seiner Frau Ingrid Sertso in Woodstock das Creative Music Studio ein, an dem neben anderen kreativen Musikern insbesondere John Cage, Lee Konitz, Steve Lacy, Richard Teitelbaum und George Russell lehrten und mit ihren Studenten große Orchester bildeten. Für seine Schüler hat Berger ein eigenes Rhythmus-Training entwickelt.
Berger beschäftigte sich sehr früh eingehend mit Weltmusik. Vielfältige Musikkulturen beeinflussten auch sein Werk und seinen Unterricht. Er hat CDs u. a. mit Vitold Rek, John Lindberg, Annemarie Roelofs, Theo Jörgensmann, Petras Vyšniauskas, David Moufang, Pete Namlook, Ivo Perelman und der Gruppe Südpool um Herbert Joos aufgenommen. Zu hören ist er u. a. auch auf Michael Bisios Album MBefore (2022).
2008 begannen Berger und Sertso, Mitschnitte der Workshops und Konzerte des CMS zu veröffentlichen. Insbesondere auf dem Vibraphon war Berger ein großer Virtuose, der aufbauend auf Gamelan-Phrasen abstrakt und differenziert swingend und bei einer Reduktion auf das Wesentliche sehr eindringlich improvisierte.

### Arrangeur und Dirigent
Berger war als Arrangeur und Dirigent an mehreren eigenen Produktionen von Bill Laswell beteiligt, aber auch an Produktionen von Jeff Buckley (Grace), Natalie Merchant (Ophelia), Better Than Ezra, Sly & Robbie, Angélique Kidjo und anderen. 2011 wirkte er auf dem Album Through a Crooked Sun von Rich Robinson mit; dort spielte er Piano und Metallophon.

### Lehrtätigkeiten
Von 1994 bis 2003 war Berger Professor an der Hochschule für Musik und Darstellende Kunst Frankfurt am Main. Anschließend leitete er bis 2005 die Musikabteilung der University of Massachusetts in Dartmouth (Massachusetts).

### Familie
Berger war mit der Sängerin Ingrid Sertso verheiratet, mit der er auch regelmäßig in verschiedenen Formationen auftrat. Der Theaterregisseur Sebastian Seidel ist sein Neffe.

## Auszeichnungen
Berger gewann sechs Mal als Vibraphon-Solist die alljährliche Kritikerumfrage des Down-Beat-Jazzmagazins.

## Diskographie (Auswahl)
- Karl Berger Quartet (ESP-Disk, 1966), mit Carlos Ward, Henry Grimes, Ed Blackwell
- John McLaughlin / John Surman / Karl Berger / Stu Martin / Dave Holland: Where Fortune Smiles (Dawn/PYE, 1971)
- Karl Berger Company: With Silence (Enja, 1972), mit Masahiko Satoh, Adelhard Roidinger, Allen Blairman
- Karl Berger/Dave Holland: All Kinds of Time (Sackville, 1976)
- Interludes (FMP, 1977) solo
- Changing the Time (Horo, 1978), mit Ingrid Berger
- Woodstock Workshop Orchestra: Live at Donaueschingen (1979)
- Transit (Black Saint, 1987), mit Dave Holland, Ed Blackwell
- Around (Black Saint, 1990), mit Paul Shigihara, Santi Debriano, Leroy Williams
- Crystal Fire (Enja, 1991), mit Dave Holland, Ed Blackwell
- Karl Berger + Paul Shigihara (L&R, 1991)
- Conversations (In + Out, 1994) Duos mit Carlos Ward, Dave Holland, Mark Felman, Ray Anderson, Ingrid Sertso, James Blood Ulmer
- Karl Berger Orchestra: No Man Is an Island (Douglas Music, 1997)
- John Tchicai, Vitold Rek, Karl Berger 2 X 2 (Taso, 2001)
- Stillpoint (Double Moon, 2002), mit Peter Apfelbaum, Peter Einhorn, Frank Möbus, Annemarie Roelofs, John Lindberg, Tani Tabbal, Ray Spiegel, Ingrid Sertso
- John Lindberg/Karl Berger: Duets 1 (between the lines, 2005)
- Strangely Familiar (Tzadik, 2010)
- Werner Hasler, Gilbert Paeffgen, Karl Berger: Hasler / Paeffgen / Berger (NoBusiness, 2011)
- Karl Berger & Dom Minasi: Synchronicity (2012)
- Karl Berger/Mossa Bildner/Philip Gibbs After the Storm (FMR, 2013)
- Ivo Perelman / Karl Berger: Reverie (Leo Records, 2014)
- Karl Berger & Kirk Knuffke: Moon (NoBusiness, 2014)
- Ivo Perelman & Karl Berger: The Hitchhiker (Leo, 2015)
- Ivo Perelman/Karl Berger/Gerald Cleaver: The Art of the Improv Trio, Volume 1 (Leo, 2016)
- In a Moment – Music for Piano and Strings (Tzadik, 2017), mit Sana Nagano, Jason Kao Hwang, Larry Packer, Tomas Ulrich, Gabriel Dresdale, Ken Filiano
- Karl Berger & Jason Kao Hwang: Conjure (2019)
- Ingrid Sertso & Karl Berger: Musica Poetica (2021), mit Alvaro Domene, Michael Bisio, Harvey Sorgen
- Karl Berger, Max Johnson, Billy Mintz: Sketches (Fresh Sound Records 2022)
- Karl Berger/Kirk Knuffke: Heart Is a Melody (Stunt, 2022), mit Jay Anderson, Matt Wilson

## Schriften
- Karl Berger mit Rick Maurer: The Music Mind Experience: Playing-Listening-Singing-Moving. Creative Music Studio, Woodstock 2020; ISBN 978-1-7352380-0-5.[6]
- Skizzen weltmusikalischer Erfahrungen. In: Wolfram Knauer (Hrsg.), Begegnungen. The World Meets Jazz. (= Darmstädter Beiträge zur Jazzforschung, Bd. 10). Wolke Verlag, Hofheim 2008, ISBN 978-3-936000-04-7, S. 255–274.
- Die Funktionsbestimmung der Musik in der Sowjetideologie. (= Philosophische und soziologische Veröffentlichungen). Harrassowitz, Wiesbaden 1963, 128 S., zugleich Dissertation an der Freien Universität Berlin 1963.

## Filmographie
- Karl Berger | Music Mind Deutschland 2018 | Regie: Julian Benedikt und Axel Kroell | 71 min. | Der Dokumentarfilm zeichnet seine Reise von Heidelberg über Paris bis nach Woodstock